# Cairoma
Cairoma ist eine Ortschaft im Departamento La Paz im südamerikanischen Anden-Staat Bolivien.

## Lage im Nahraum
Cairoma ist zentraler Ort des Municipios Cairoma in der Provinz Loayza. Die Ortschaft Cairoma liegt auf einer Höhe von 3888 m an einem rechten Nebenfluss des Río Luribay in einem der Täler zwischen Serranía de Sicasica und der Kordillere Quimsa Cruz.

## Geographie
Cairoma liegt zwischen dem bolivianischen Altiplano im Westen und dem Amazonas-Tiefland im Osten. Die Region weist ein typisches Tageszeitenklima auf, d. h., dass die mittleren Temperaturunterschiede zwischen Tag und Nacht größer sind als die Temperaturunterschiede zwischen den Jahreszeiten.
Die mittlere Durchschnittstemperatur der Region liegt bei etwa 17 °C und schwankt zwischen 14 °C im Juni/Juli und 19 °C im November/Dezember (siehe Klimadiagramm Khola). Der Jahresniederschlag liegt bei 650 mm, mit einer ausgeprägten Trockenzeit von April bis August und Monatsniederschlägen von mehr als 100 mm von Dezember bis Februar.

## Verkehrsnetz
Cairoma liegt in einer Entfernung von 159 Straßenkilometern südöstlich von La Paz, der Hauptstadt des gleichnamigen Departamentos.
Von La Paz führt eine Landstraße in südlicher Richtung entlang des Río de la Paz, am Valle de la Luna vorbei bis hinter Mecapaca. Dort verlässt die Straße das Tal und führt in südöstlicher Richtung durch die Cordillera Septentrional bis nach Cairoma.

## Bevölkerung
Die Einwohnerzahl der Ortschaft war in den vergangenen beiden Jahrzehnten deutlichen Schwankungen unterworfen:
| Jahr | Einwohner | Quelle       |
| ---- | --------- | ------------ |
| 1992 | 528       | Volkszählung |
| 2001 | 976       | Volkszählung |
| 2012 | 562       | Volkszählung |
| 2024 |           | Volkszählung |